# ناثان غرين غوردون
ناثان غرين غوردون (بالإنجليزية: Nathan Green Gordon)‏ هو ضابط ومحامي وسياسي أمريكي، ولد في 4 سبتمبر 1916 في موريلتون في الولايات المتحدة، وتوفي في 8 سبتمبر 2008 في ليتل روك في الولايات المتحدة. حزبياً، نشط في الحزب الديمقراطي.